# Disco magneto-ottico

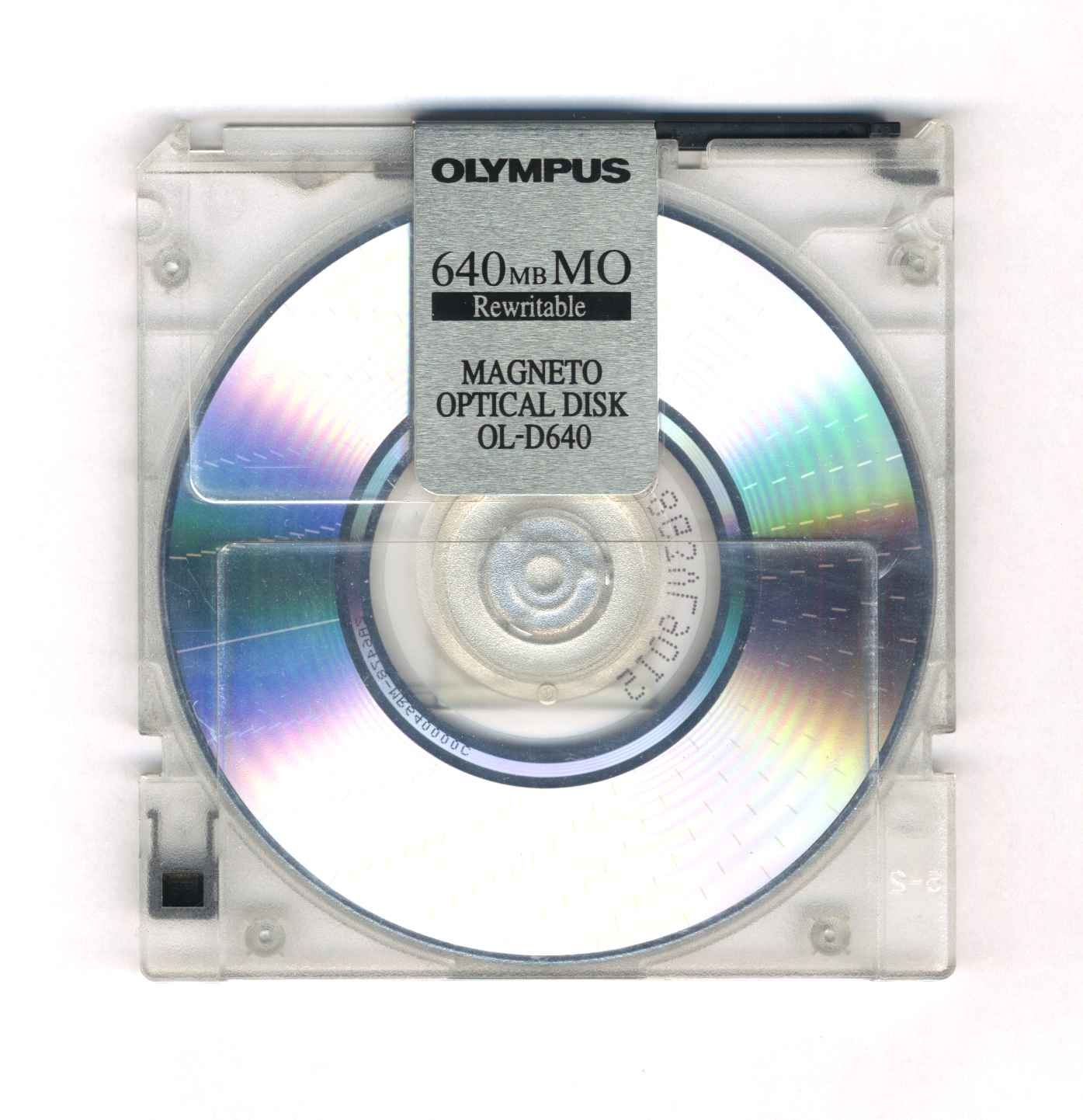
Un disco magneto-ottico

Un disco magneto-ottico è un supporto di memorizzazione, introdotto alla fine degli anni ottanta, che ha sia le proprietà dei supporti ottici che quelle dei supporti magnetici. Anche se ereditano molte proprietà dai supporti ottici, i dischi magneto-ottici non necessitano di particolari file system per funzionare, infatti vengono riconosciuti dal sistema operativo come Hard Disk (e quindi possono essere normalmente formattati con filesystem FAT, HPFS, NTFS, etc.) e come tali sono riscrivibili.
I supporti inizialmente da 5.25" (pollici) furono ridotti di dimensioni alla fine degli anni novanta riuscendo ad arrivare a 3.5", assomigliando ad un comune Floppy disk.
Entrambe le versioni da 5.25" e da 3.5" sono protette esternamente da una cartuccia che ne assicura la protezione dalla polvere.

## Caratteristiche fisiche

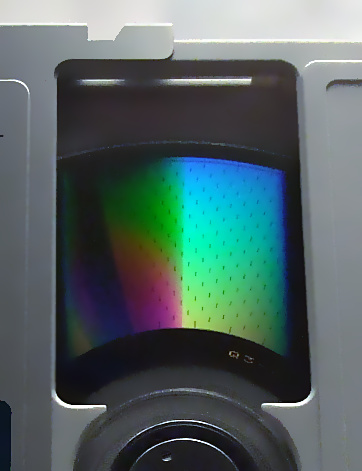
La superficie di un disco magneto-ottico

Il disco è costituito da un materiale ferromagnetico protetto esternamente da un involucro di plastica rigida. Non vi è mai nessun contatto fra il disco e il supporto di lettura/scrittura.
Durante la lettura, un laser proietta un raggio a bassa potenza sullo strato magnetico del disco, quest'ultimo riflette la luce in due modi diversi a seconda della polarizzazione. Un fotodiodo rileva la riflessione del raggio convertendo le informazioni contenute sul disco in una sequenza binaria.
Durante la scrittura, un laser proietta un raggio ad alta potenza sullo strato magnetico in grado di riscaldarlo al punto di far raggiungere al settore il punto di Curie. Questo permette ad un elettromagnete posizionato dalla parte opposta del disco di cambiare la locale polarizzazione magnetica, che viene mantenuta anche quando la temperatura torna a livelli normali. Ogni ciclo di scrittura richiede sia un passaggio del laser per cancellare la superficie, sia un passaggio per il magnete per scrivere le informazioni, come risultato viene impiegato il doppio del tempo per scrivere dati che per leggerli. Nel 1996 un sistema di sovrascrittura diretta fu introdotto nei dischi da 3.5", per evitare l'iniziale passaggio di cancellazione durante la scrittura, anche se questo comportava l'uso di dischi appositamente creati per lo scopo.
Le recenti unità magneto-ottiche di lettura/scrittura effettuano, per impostazione predefinita, una verifica delle informazioni scritte durante il processo di scrittura, e sono capaci di riportare immediatamente qualsiasi problema incontrato al sistema operativo. Questo significa che in realtà un processo di scrittura può durare fino a tre volte quello di lettura, ma rende anche il supporto estremamente robusto rispetto agli attuali supporti CD-R o DVD-R che non effettuano nessun controllo sui dati scritti.
I dischi magneto-ottici si usano esattamente come i floppy disk, le informazioni spostate sul disco vengono scritte sul momento.
I progressi della tecnologia magneto-ottica hanno ricevuto una spinta nella primavera del 1997 con il lancio dell'unità Plasmon Data DW260. Quest'ultima usava una nuova tecnologia denominata LIMDOW (Light Intensity Modulated Direct OverWrite) che permetteva di avere un notevole incremento di prestazioni rispetto ad altre unità magneto-ottiche in commercio.

## Produttori

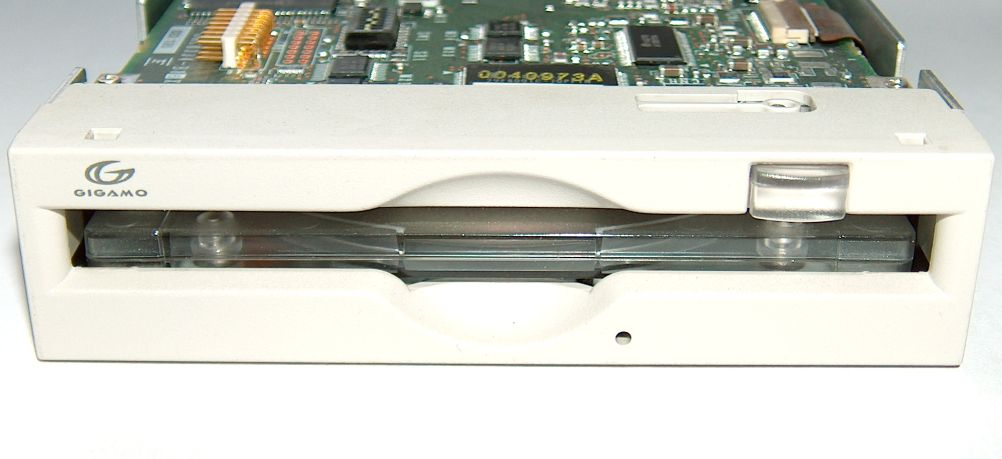
Una unità di lettura/scrittura Gigamo

I computer NeXT furono i primi a offrire questa tecnologia, seguiti successivamente da Canon. I MiniDisc Sony sono magneto-ottici, e similarmente Sony ha prodotto molti altri formati magneto-ottici. Fujitsu è fra i maggiori produttori di dischi magneto-ottici da 3.5". Ad oggi la capacità supera i 2 gigabytes di dati (Gigamo). Il Nintendo 64DD usava dischi magneto-ottici.

## Dischi Floptical
I dischi magneto-ottici non vanno confusi con i dischi Floptical, che similarmente combinano caratteristiche ottiche a quelle ferromagnetiche, ma in un modo sostanzialmente differente.
I dischi floptical sono dei dischi magnetici da 3.5" che usano una traccia ottica per aumentare la precisione della testina magnetica; dalle usuali 135 tracce per pollice a 15'000 tracce per pollice. Questo aumenta la capienza dei dischi floptical da 1.44MB a 21MB. Nessun laser o riscaldamento avviene sul disco, un semplice LED infrarosso è usato per seguire la traccia ottica, mentre la testina magnetica è a contatto con la superficie da registrare. Le unità floptical sono in grado di leggere e scrivere anche i tradizionali dischetti da 3.5", anche se questo non comprende quelli da 2.88 MB.
I dischi e le unità flopticals furono creati da Insite Peripherals, una compagnia statunitense.